# Hogan's Alley
Hogan's Alley é um jogo de video game lançado em 1984 pela Nintendo para o console Nintendo Entertainment System. A versão arcade é conhecida como Vs. Hogan's Alley. O jogo usa o Nintendo Zapper. Foi um dos primeiros jogos a usar uma pistola de luz como um dispositivo de entrada.
O jogo apresenta personagens como "recortes de papelão" de vilões e civis inocentes. O jogador assume o papel de um policial em treinamento, devendo atirar nos vilões e poupar os inocentes em diferentes situações (selecionável pelo usuário). No máximo 10 erros são permitidos.

## Recepção
A Computer Gaming World denominou Hogan's Alley em 1988 como Melhor Jogo de Alvo da Nintendo, chamando-lhe de "uma variação divertida sobre o tema".